# Siły Powietrzne
Siły Powietrzne (SP) – jeden z pięciu rodzajów Sił Zbrojnych Rzeczypospolitej Polskiej, obok Wojsk Lądowych, Marynarki Wojennej, Wojsk Specjalnych i Wojsk Obrony Terytorialnej. Ich głównymi zadaniami są prowadzenie operacji mających na celu uzyskanie przewagi w powietrzu i wspieranie oddziałów innych rodzajów Sił Zbrojnych. Składają się z Wojsk Lotniczych, Wojsk Obrony Przeciwlotniczej i Wojsk Radiotechnicznych.
Prekursorem Sił Powietrznych było lotnictwo Błękitnej Armii podczas I wojny światowej. Do 1 lipca 2004 roku Siły Powietrzne nosiły nazwę Wojska Lotnicze i Obrony Powietrznej (WLOP), które z kolei utworzono 1 lipca 1990 roku przez połączenie dwóch rodzajów sił zbrojnych: Wojsk Lotniczych i Wojsk Obrony Powietrznej Kraju.

## Historia

### Lotnictwo II Rzeczypospolitej

#### 1918–1922

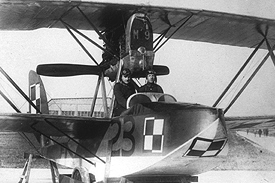
Nieuport Macchi M 9 w polskiej służbie 1920.

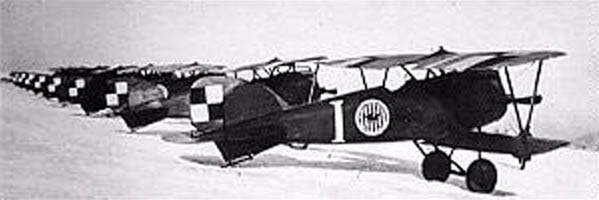
Albatrosy D.III (Oef) 7. „Kościuszkowskiej” Eskadry Myśliwskiej, z widocznym godłem eskadry

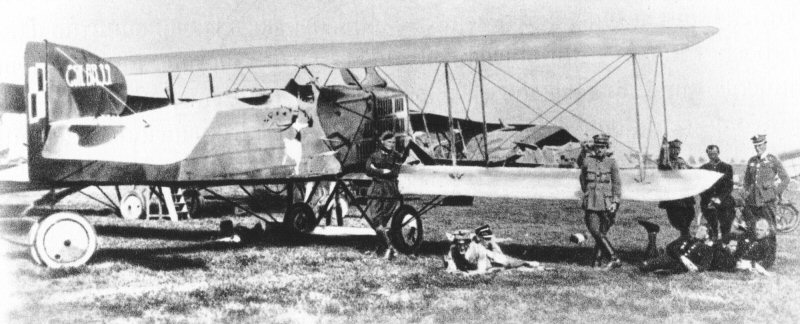
Breguet 14A2 39. Eskadry Breguetów 16. eskadry wywiadowczej w Kijowie, 1920

Historia Sił Powietrznych zaczyna się z końcem I wojny światowej. W 1918 roku funkcjonowało kilka polskich eskadr stworzonych w innych państwach. W Rosji istniała eskadra przy oddziałach generała Józefa Dowbor-Muśnickiego, rozformowana w maju 1918 roku. We Francji pięć eskadr lotniczych powstało przy armii generała Józefa Hallera. Znalazły się w Polsce wraz z wyposażeniem w 1919 roku.
Siły Powietrzne zaczęto tworzyć w listopadzie 1918 roku. Początkowo opierały się na maszynach zdobycznych lub pozostawionych przez armie zaborców (niemiecką lub austriacką). Najwięcej sprzętu zdobyli powstańcy wielkopolscy w bitwie o Ławicę, rozegranej 6 stycznia 1919 roku, w której zdobyto kilkaset rozmontowanych i zakonserwowanych samolotów bojowych i balonów obserwacyjnych. Zdobyty sprzęt miał wartość 200 milionów marek niemieckich i stanowił największy łup wojenny w dziejach polskiego oręża. Na zdobytych samolotach LVG 9 stycznia 1919 roku poznańska eskadra zbombardowała 25-kilogramowymi bombami lotnisko we Frankfurcie nad Odrą, wykonując bombardowanie 6 samolotami, zrzucając łącznie 900 kg bomb. Na sprzęcie zdobytym na Ławicy walczono później o Lwów podczas walk polsko-ukraińskich oraz podczas wojny polsko-bolszewickiej 1919–1920. Od 1919 roku kupowano samoloty za granicą. W wyniku tego w 1920 roku Siły Powietrzne posiadały mieszankę samolotów brytyjskich, francuskich, niemieckich, austriackich i włoskich z okresu I wojny światowej. Głównie były to:
- myśliwce: Bristol F.2B Fighter, SPAD XIII, Fokker D.VII, Oeffag D.III, Ansaldo A.1 Balilla, SPAD VII, Albatros D.III, Sopwith Dolphin, Fokker E.V (D.VIII)
- bombowce i rozpoznawcze: Breguet 14, Ansaldo SVA-9, Salmson 2A2, Airco DH.9, Albatros C.X, Albatros C.XII, DFW C.V, LVG C.V i LVG C.VI.

#### 1923–1932
W 1925 roku utworzono Oficerską Szkołę Lotnictwa w Grudziądzu, w 1927 przeniesioną do Dęblina.
Po wojnie z ZSRR przestarzałe samoloty wycofywano, a ich miejsce zajęły nowe, zakupione głównie we Francji. W latach 1924–1926 podstawowym myśliwcem został SPAD 61C1 (280 sztuk), lekkimi bombowcami kolejno: Potez XV (245 sztuk), Breguet XIX (250 sztuk) i Potez XXV (316 szuk), który był produkowany w Polsce na licencji. Cięższe bombowce to Farman F-68BN4 Goliath, a później Fokker F.VIIB/3m, również produkowany w Polsce. Później, na licencji czeskiej, wyprodukowano 50 samolotów Avia BH-33 pod nazwą PWS-A. Lotnictwo morskie do połowy lat trzydziestych używało francuskich łodzi latających, głównie Schreck FBA-17H, LeO H.13, LeO H.135B3 i Latham 43. Od początku lat trzydziestych lotnictwo polskie zaczęto wyposażać w samoloty polskiej konstrukcji, produkowane w Polsce. Pierwszym myśliwcem polskiej konstrukcji był następca PWS-A, samolot PWS-10, którego 80 egzemplarzy używano od 1932 roku.

#### 1933–1938
W 1933 roku do służby weszły myśliwce PZL P.7a, wyprodukowane w liczbie około 150 sztuk, a następnie około 50 egzemplarzy PZL P.11a. W latach 1935–1936 jednostki wyposażono w myśliwce PZL P.11c (około 150 sztuk). Niestety, nowoczesne w 1935 roku samoloty cztery lata później były już przestarzałe. Rozwinięcie tych konstrukcji w postaci PZL P.24 było kierowane wyłącznie na eksport. Jedynie PZL.23 Karaś (166 sztuk) i PZL.37 Łoś (36 sztuk) względnie odpowiadały standardom ówczesnej broni. PZL.50 Jastrząb, który miał wprowadzić nową jakość lotnictwa myśliwskiego na miarę przełomu lat 30. i 40, nie zdążył wejść do produkcji seryjnej. Podobny los spotkał ciężkie myśliwce PZL.38 Wilk i PZL.48 Lampart.
Do 1939 roku lotnictwo wojskowe zorganizowane było w 6 pułków lotniczych:
- 1 pułk lotniczy – Warszawa (1921–1939)
- 2 pułk lotniczy – Kraków (1921–1939)
- 3 pułk lotniczy – Poznań (1921–1939)
- 4 pułk lotniczy – Toruń (1924–1939)
- 5 pułk lotniczy – Lida (1928–1939)
- 6 pułk lotniczy – Skniłów (1925–1939)

#### 1939

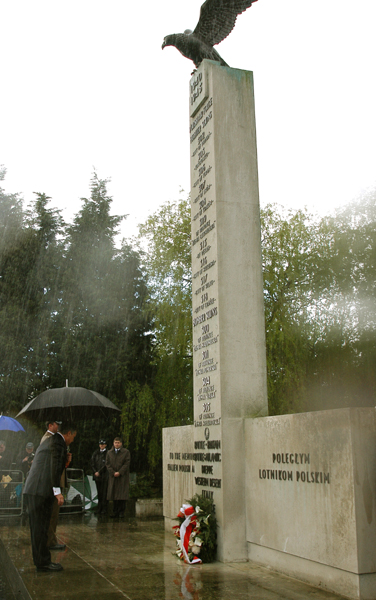
Pomnik Lotników Polskich poległych w czasie II wojny światowej, Northolt Wielka Brytania

24 sierpnia 1939 roku w ramach mobilizacji wojennej rozwiązane zostały pułki lotnicze. Eskadry przydzielono do poszczególnych armii oraz brygad. Eskadry liniowe zostały przemianowane na eskadry rozpoznawcze lub bombowe. Eskadry towarzyszące zostały przemianowane na eskadry obserwacyjne zwane również łącznikowymi. Kilka eskadr zmieniło również swój numer lub zostało rozwiązanych aby zasilić pozostałe eskadry załogami i samolotami. Według danych z 1 września 1939 roku ogólna liczba samolotów wojskowych lotnictwa polskiego wynosiła 745, z czego w oddziałach bojowych 400 maszyn. Pozostałe 345 stanowiło sprzęt rezerwowy.
Skład lotnictwa bojowego:
- brygada bombowa (PZL.23 Karaś, PZL.37 Łoś)
- brygada pościgowa (PZL P.7, PZL P.11)
- eskadry rozpoznawcze i bombowe (PZL.23 Karaś)
- Morski Dywizjon Lotniczy (Lublin R.XIII, RWD-14 Czapla)
- eskadry łącznikowe (Lublin R.XIII i RWD-8 towarzyszące poszczególnym armiom)

Z wyjątkiem Łosi sprzęt ten ustępował pod każdym względem samolotom niemieckiej Luftwaffe, a eskadry łącznikowe były niemal bezbronne.
Mimo prawie ośmiokrotnej przewagi liczebnej nieprzyjaciela, w walkach powietrznych poniósł on poważne straty. Już 1 września brygada pościgowa zestrzeliła w rejonie Warszawy 14 samolotów niemieckich, a nazajutrz piloci 142. eskadry (4. pułk lotniczy) w rejonie Chełmży – 7. Ogółem w okresie od 1 do 17 września polscy piloci zestrzelili na pewno 126 samolotów niemieckich, prawdopodobnie jeszcze 10 i uszkodzili 14. Ponadto polskie załogi bombowe zestrzeliły 11 maszyn, a artyleria przeciwlotnicza – kolejne kilkadziesiąt.
Według archiwalnych źródeł niemieckich Luftwaffe straciła bezpowrotnie w kampanii polskiej około 247 samolotów, w tym 91 w wypadkach lotniczych, a niemal tyleż zostało uszkodzonych.
Lotnictwo polskie straciło około 70% sprzętu i wielu lotników. 17 września do Rumunii przeleciały 43 samoloty P.7 i P.11 oraz część Łosi. Pomiędzy 17 a 20 września większość lotników polskich przekroczyła granicę rumuńską i węgierską.

#### Plany na rozbudowę do roku 1942
Wobec pogarszającej się sytuacji politycznej przed wybuchem wojny, władze polskie postanowiły rozbudować lotnictwo i wprowadzić na wyposażenie nowe typy samolotów krajowej, jak i również zagranicznej produkcji.

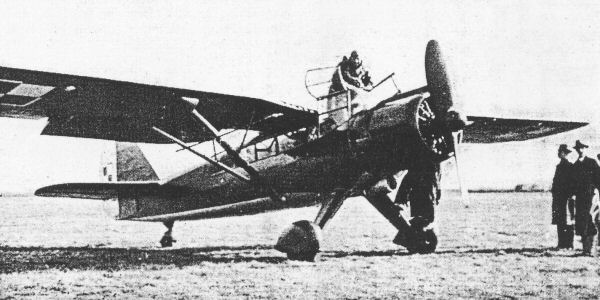
Prototyp samolotu obserwacyjnego LWS-3 Mewa. Przy wybuchu wojny w 1939 r. ponad 20 samolotów tego typu było w końcowej fazie produkcji, które jednak nie dotarły do jednostek.

Na wiosnę 1940 roku przewidziany był stan sił powietrznych:
- Eskadry obserwacyjne (razem ok. 250 samolotów)
  - 5 eskadr wyposażonych w samoloty RWD-14 Czapla
  - 13 eskadr wyposażonych w samoloty LWS-3 Mewa
- Eskadry rozpoznawcze (razem ok. 290 samolotów)
  - 10 eskadr wyposażonych w samoloty PZL.23 Karaś
  - 4 eskadry wyposażone w samoloty PZL.46 Sum

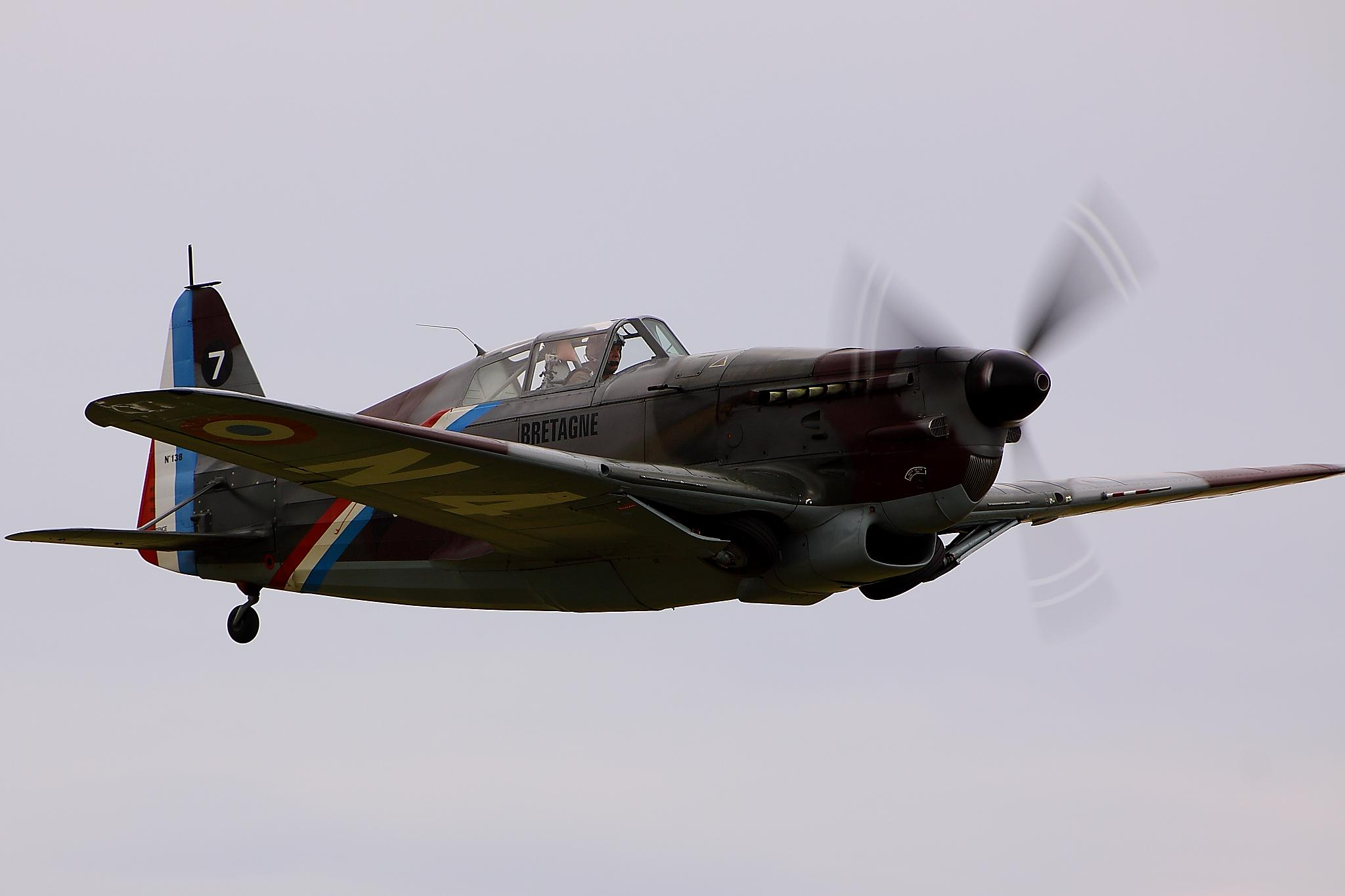
160 sztuk francuskiego samolotu myśliwskiego MS.406 (tutaj w barwach lotnictwa Francji) miało wejść na wyposażenie lotnictwa polskiego (pierwsze już w roku 1939), jednak wybuch wojny przeszkodził w ich dostarczeniu do Polski.

- Eskadry myśliwskie i pościgowe (razem ok. 460 samolotów)
  - 10 eskadr wyposażonych w samoloty PZL P.11c
  - 6 eskadr wyposażonych w samoloty PZL P.11g Kobuz
  - 2 eskadry wyposażone w samoloty PZL.50 Jastrząb
  - 8 eskadr wyposażonych w samoloty Morane-Saulnier MS.406 (francuskie)
  - 4 eskadry wyposażone w samoloty Hawker Hurricane Mk.I (brytyjskie)
- Eskadry bombowe (razem ok. 220 samolotów)
  - 9 eskadr wyposażonych w samoloty PZL.37 Łoś
  - 9 eskadr wyposażonych w samoloty Fairey Battle Mk.I (brytyjskie)

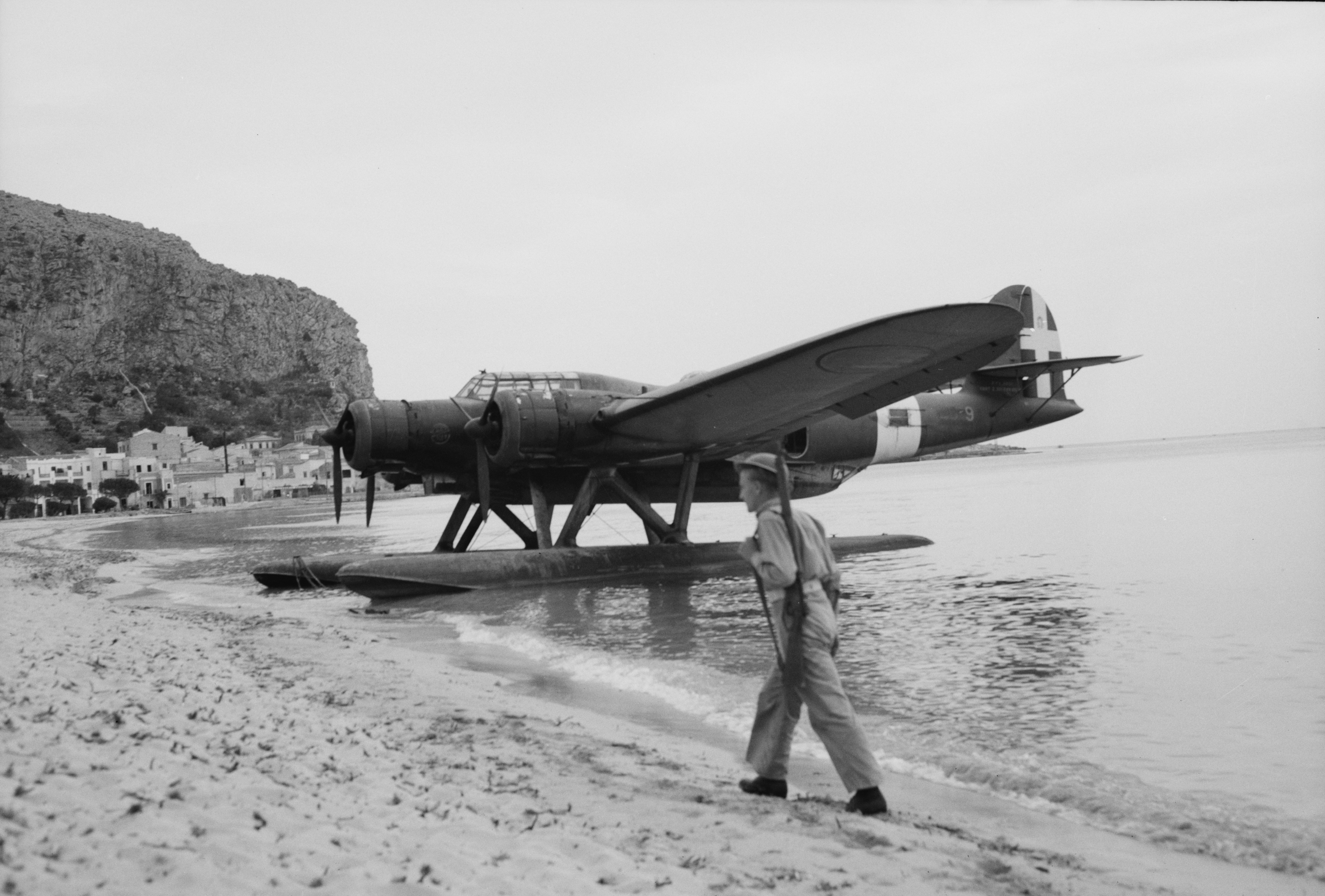
CANT Z.506 (tutaj w barwach lotnictwa włoskiego)--w 1938 r. Polska zamówiła we Włoszech 6 sztuk tego wodnosamolotu, jednak tylko jeden dotarł do Polski przed wybuchem wojny.

- Eskadry morskie (razem ok. 40 samolotów)
  - 3 eskadry różnych typów (w tym 6 włoskich wodnosamolotów CANT Z.506)

Razem więc: 30 eskadr pościgowo-myśliwskich, 18 eskadr bombowych, 14 eskadr liniowych/rozpoznawczych, 18 eskadr obserwacyjnych/towarzyszących, 3 eskadry morskie.
Na rok 1942 zatem przewidziano poniższą organizację sił powietrznych (uchwaloną przez KSUS / Komitet do Spraw Uzbrojenia i Sprzętu):
- Lotnictwo Armijne
  - 2 eskadry liniowe
  - 2 eskadry myśliwskie
  - 2 eskadry współpracy
  - 1 pluton łącznikowy
- Lotnictwo Naczelnego Wodza (rezerwa współpracy)
  - 4 eskadry liniowe
  - 5 eskadr myśliwskich
  - 8 eskadr towarzyszących
  - mobilizowane plutony łącznikowe
- Lotnictwo Samodzielne Naczelnego Wodza
  - 21 eskadr bombowych
  - 10 eskadr pościgowych
  - 14 eskadr liniowych
  - 15 eskadr myśliwskich
  - 18 eskadr towarzyszących

Razem więc: 32 eskadry pościgowo-myśliwskie, 21 eskadr bombowych, 20 eskadr liniowych/rozpoznawczych, 28 eskadr obserwacyjnych/towarzyszących, 1 pluton łącznikowy.

### Polskie Siły Powietrzne na Zachodzie

#### 1940 (Francja)
Po upadku Polski zaczęto tworzyć nowe jednostki we Francji. Jedyną jednostką sformowaną przed atakiem Niemiec na Francję był dywizjon 1/145, wyposażony w myśliwce Caudron CR.714 (przerobione na wojskowe samoloty sportowe, była to jedyna jednostka używająca tych maszyn). Polskich pilotów przydzielano do dywizjonów francuskich i tak zwanych kluczy kominowych. Latali na wielu typach maszyn, jednak najwięcej z nich na myśliwcach Morane-Saulnier MS.406.

### Lotnictwo ludowego Wojska Polskiego
Początki lotnictwa ludowego Wojska Polskiego sięgają 7 lipca 1943 roku, kiedy to dowódca 1 Dywizji Piechoty im. Tadeusza Kościuszki pułkownik dyplomowany Zygmunt Berling wydał rozkaz dzienny nr 43 o sformowaniu między innymi 1 Samodzielnej myśliwskiej eskadry lotniczej. Na miejsce formowania wybrano lotnisko Grigoriewskoje położone w obwodzie riazańskim na terytorium ZSRR.
20 sierpnia 1943 roku eskadrę rozwinięto do rozmiarów pułku, któremu nadano nazwę: 1 pułk lotnictwa myśliwskiego „Warszawa”.
1 kwietnia 1944 roku przystąpiono do formowania 2 pułku nocnych bombowców „Kraków”. 31 października zorganizowano Dowództwo Lotnictwa Frontu Wojska Polskiego. Wymieniony organ dowodzenia, z gen. Fiodorem Połyninem na czele, powstał w wyniku przemianowania radzieckiego dowództwa 6 Armii Lotniczej.
Po zakończeniu wojny (10 maja 1945 roku), polskie lotnictwo wojskowe przebazowano z terenu Niemiec do stałych miejsc postoju w kraju. Dysponowało wówczas następującymi jednostkami:
- 1 Mieszany Korpus Lotniczy (mp. Łowicz)
  - 1 Dywizja Lotnictwa Bombowego
  - 2 Dywizja Lotnictwa Szturmowego (mp. Łódź)
  - 3 Dywizja Lotnictwa Myśliwskiego (mp. Kutno)
  - 1 eskadra lotnictwa łącznikowego
- 4 Mieszana Dywizja Lotnicza (mp. Bydgoszcz)

Jednostki samodzielne
- 12 pułk lotnictwa sanitarnego
- 13 pułk lotnictwa transportowego
- 14 Samodzielny pułk korekcji i zwiadu
- 15 Samodzielny pułk lotniczy
- 17 pułk lotnictwa łącznikowego
- 3 Samodzielna eskadra lotnictwa łącznikowego
- 4 Samodzielna eskadra lotnictwa łącznikowego
- 5 Samodzielna eskadra lotnictwa łącznikowego
- 6 Samodzielna eskadra lotnictwa łącznikowego
- 103 Samodzielna eskadra lotnictwa łącznikowego

Pod koniec 1945 roku na stanie sił powietrznych znajdowały się 643 samoloty (152 Jak-9 wszystkich wersji, 177 Ił-2 wszystkich wersji, 121 Pe-2 wszystkich wersji, 36 UT-2, 138 Po-2, 11 C-47, 4 Li-2, 2 Szcze-2, 1 P-39, 1 Bf 108).
Po wojnie nadal rozwijano polskie lotnictwo. Z ZSRR dostarczono bombowce Pe-2 i Tu-2 (w 1950 roku) oraz bombowce treningowe USB-1 i USB-2. W 1949 roku do służby wprowadzono przebudowane na bombowce treningowe samoloty transportowe Li-2sb. W 1950 roku przeszkolono pierwszych pilotów na samolotach odrzutowych (Jak-17); do uzbrojenia weszły transportowce Ił-12 oraz samoloty treningowe Jak-18 i treningowe bombowce UTB-2. W 1951 roku pojawiły się pierwsze odrzutowce – Jak-23 i MiG-15 (również w wersji dwumiejscowej UTIMiG-15), a w 1961 roku następca MiG-a-15 – MiG-17.
Poza dostawami z ZSRR Polska podjęła również produkcję licencyjną: MiG-ów-15 (jako Lim-1, w 1952 roku) i MiG-ów-15bis (jako Lim-2, od 1957 roku). W 1955 roku rozpoczęto produkcję MiG-ów-17 (jako Lim-5). W 1964 roku powstało krajowe rozwinięcie tego samolotu – szturmowy Lim-6bis.
Jedyny odrzutowy bombowiec, Ił-28, wszedł do służby w 1952 roku. Siedem lat później Polska otrzymała niewielką liczbę samolotów MiG-19, a w 1963 roku podstawowym samolotem myśliwskim stał się MiG-21. W 1979 roku do służby trafiła mała liczba samolotów MiG-23, a w roku 1989 – MiG-29.
Od 1949 roku podstawowym samolotem szturmowym był Ił-10 (od 1951 roku również wersja treningowa UIł-10). Począwszy od roku 1965 lotnictwo szturmowe zaczęło używać odrzutowców, początkowo Su-7, następnie Su-20 (1974) i Su-22 (1984). Su-22M4 były wersją uderzeniową i Su-22U3MK wersją szkolno-bojową. Zamówiono je w marcu 1982 roku w liczbie 90 i 20 sztuk. Zrealizowany kontrakt został w latach 1984-1988. Resurs maszyn określono na poziom 1500 godzin lotu lub 19 lat eksploatacji z remontami co 750 godzin lotu lub po 10 latach. 
Jedyny odrzutowy samolot szkolny, PZL TS-11 Iskra, zastąpił tłokowe Junak-2 (w służbie od 1952 roku), Junak-3 (1954) i TS-8 Bies (1958). Następca Iskry, PZL I-22 Iryda, przez pewien czas znajdował się w małej liczbie w wyposażeniu Wojsk Lotniczych, lecz ciągłe problemy sprawiły, że wszystkie Irydy wróciły do fabryki w celu dokonania modyfikacji i obecnie nie znajdują się w wyposażeniu wojska.
Od 1951 roku funkcję samolotu wielozadaniowego spełniał Jak-12, w 1955 roku dołączył do niego An-2, a później również Wilga-35P.
Samoloty transportowe i pasażerskie to kolejno: Ił-14 (od 1955 roku), Ił-18 (1961), An-12B (1966), An-26 (1972), Jak-40 (1973) i Tu-154.
W okresie powojennym polskie lotnictwo zostało również wyposażone w śmigłowce: wielozadaniowy SM-1 (licencja Mi-1) od 1956 roku, wielozadaniowy Mi-4 od 1958 roku, wielozadaniowy SM-2 od 1960 roku, Mi-2 i Mi-8 (później również Mi-17) od 1968 roku, a także szturmowy Mi-24 od 1976 roku. W użyciu znalazły się również amfibijny Mi-14 i ciężki transportowy Mi-6.
W 1954 Wojska Lotnicze połączono z Wojskami Obrony Powietrznej Kraju, tworząc Wojska Lotnicze i Obrony Przeciwlotniczej Obszaru Kraju. Nowa formacja skupiała zarówno jednostki lotnicze, jak i przeciwlotnicze. W 1962 rozdzielono je ponownie na Wojska Lotnicze i Wojska Obrony Powietrznej Kraju jako odrębne rodzaje sił zbrojnych. Ta struktura funkcjonowała nieprzerwanie przez 28 lat.
W listopadzie 1987 roku zamówiono 9 samolotów jednomiejscowych MiG-29 (9.12A) i trzy samoloty dwumiejscowe MiG-29UB (9.51). Ich maksymalny resurs to 3000 godzin lotu lub 25 lat eksploatacji. 

### 1990–2004
1 lipca 1990 roku ponownie połączono oba elementy, tworząc Wojska Lotnicze i Obrony Powietrznej.
W latach 1995-1996 podpisana została umowa barterowa z Czechami, która zakładała wymianę śmigłowców W-3A Sokół na 9 samolotów MiG-29 (9.12) i 4 samoloty MiG-29UB.
W maju 1996 roku powołano rządowy zespół, który miał rozpocząć pracę nad wymianą samolotów przeznaczonych do przewozu VIPów. Jednak nie zdołał podjąć on żadnych kroków do realizacji celu. W 2003 roku ponowiono próby pozyskania samolotów bliskiego zasięgu jednak pomimo początkowych trzech ofert od Bombardiera, Gulfstream i i Dassault Aviation postępowanie zostało zamknięte. W styczniu 2006 roku PLL LOT zaproponował leasing ERJ-145. Propozycja została odrzucona..
Końcem lat 90 XX wieku rozpoczęto dyskusje na temat wymiany starszych i wysłużonych samolotów bojowych. W pierwszej kolejności zaplanowano wymianę samolotów MiG-21, MiG-23 oraz Su-20. Przez brak dostatecznych środków finansowych plany te jednak pozostawały przesuwane w czasie. W 1997 roku Ministerstwo Obrony Narodowej wystosowało zapytanie do producentów samolotów o ewentualne oferty, jednak procedura przetargowa została wstrzymana, aż do roku 2001 po przystąpieniu Polski do NATO. Przyjęto wówczas: "Wieloletni program przebudowy i modernizacji technicznej Sił Zbrojnych RP w latach 2001-2006". Program zakładał zakup 60 wielozadaniowych samolotów bojowych, lecz problem finansowy rozwiązano przy pomocy odrębnego źródła. Stało się to możliwe dzięki ustawie z 2001 roku która zakładała: "Wyposażenie Sił Zbrojnych Rzeczypospolitej Polskiej w samoloty wielozadaniowe".
W 1999 roku przygotowane zostało postępowanie w celu pozyskania samolotów transportowych, które miały zastąpić An-26. We wrześniu 2000 roku rozesłana została nota z wymaganiami na samolot do potejcalnych producentów. W sytuacji gdy jedynym spełniającym warunki przetargu okazał się producent EADS CASA w 2001 roku przetarg został unieważniony i przystąpiono do negocjacji z wytówrcą na zasadzie wolnego zakupu. Zamówiono osiem sztuk, z opcją rozszerzenia zamówienia na kolejne cztery. Samoloty CASA w wersji C-295M PO 01 dostarczono w latach 2003-2005.
W lutym 2001 roku powołana została komisja przetargowa. Z swoimi ofertami wystąpiły: Dassault Aviation z Mirage 2000, SAAB AB i BAE System z JAS-39 Gripen oraz Lockheed Martin z F-16 Fighting Falcon. W sierpniu 2001 złożono oferty techniczne, a w lutym 2002 oferty współpracy przemysłowej i offsetowej. Wynikało to bezpośrednio z otrzymania samolotów MiG-29 z Luftwaffe. Zasiliły one jedną z trzech planowanych do przezbrojenia eskadr. Pozwoliło to wdrożyć zmiany w programie: "Wyposażenie Sił Zbrojnych Rzeczypospolitej Polskiej w samoloty wielozadaniowe". Ograniczono w ten sposób ilość samolotów z 60 do 48 całkowicie fabrycznie nowych. Poszerzono plany do przygotowania lotnisk i zaplecza technicznego z systemem ubezpieczenia lotów. Warunek konieczny jaki postawiono producentom stała się inwestycja w polski sektor lotniczko-zbrojeniowy i dostarczenie samolotów miało się zakończyć w 2008 roku.
W 2001 roku na służbie było 25 przestarzałych An-2 oraz 3 samoloty An-28. Zamówiono w kwietniu 2001 roku dwa samoloty transportowe M28B Bryza-1TD i kolejne cztery w latach 2004-2005. Kolejnych pięć samolotów odebrano w 2007 roku. W grudniu 2008 roku zamówiono kolejne 12 sztuk, które w roku następnym zredukowano do ośmiu. 
W 2001 roku na wyposażeniu jednostek szkolenia zaawansowanego pilotażu znajdowało się 105 sztuk samolotów TS-11 Iskra z lat 1976-1987. 
W 2001 roku na wyposażeniu jednostek szkolenia podstawowego pilotażu znajdowało się 33 turbośmigłowe samoloty PZL-130 Orlik z lat 1992-2001. Decyzją z 1999 roku samoloty 28 samolotów dostosowano do standardu TC-II z nową awioniką. Pracę nad modernizacją pozostałych samolotów zakończono w 2013 roku. Planowana próba modernizacji do standardu TC-II Glass Cockpit, okazała się zbyt kosztowana i anulowana. 
W marcu 2002 roku oficjalnie zaproszono zainteresowanych producentów do złożenia ofert, a które oficjalnie zakończono przyjmować w listopadzie. Decyzją komisji przetargowej był zakup amerykańskiej oferty na F-16C/D Block 52+ Fighting Falcon. Umowa podpisana została na zakup 36 sztuk jednomiejscowych w wersji bojowej F-16C oraz 12 sztuk dwumiejscowych samolotów szkolno-bojowych F-16D w kwietniu 2003 roku. Umowa zakładała, że strona amerykańska udzieli kredytu w celu finansowania transakcji. 
W czerwcu 2002 roku złożono zapytanie o uzyskanie samolotów używanych C-130K/K-30 w ramach współumów przy zakupie myśliwców. W kwietniu 2004 roku podpisana umówa opiewała na 5 samolotów od RAF-u sfinansowane dzięki pomocy finansowej USA. Powierdziła to decyzja Ministra Obrony Narodowej z kwietnia 2005 roku. Komisje wykazały znaczne zużycie umówionych samolotów, więc w styczniu 2006 roku doszło do renegocjacji umowy na pięć samolotów C-130E Hercules z amerykańskich magazynów. Unowocześnione maszyny dostarczono w latach 2009-2012. 

### 2004–2010
W latach 2003-2004 przekazano łącznie 18 sztuk samolotów MiG-29 z niemieckiego lotnictwa bojowego. Osiemnaście samolotów było w wersji jednomiejscowej i cztery w wersji dwumiejscowej. Remont samolotów po przylocie wykonały Wojskowe Zakłady Lotnicze Nr 2 S.A. Przy okazji prac remontowych rozszerzono realizację prac o potrzebne doposażenie już posiadanych myśliwców z wcześniejszego zakupu w ZSRR i Czech, które zakończyło się w 2010 roku. W 2005 roku stworzony został program Kurpie, który zakładał ujednolicenie przeglądów kontrolnych. Pozwoliło to wydłużyć czas eksploatacji do 4000 godzin lotu lub 40 lat służby. Pozwoliło to wydłużyć czas użytkowania samolotów do 2028 roku.
W lutym 2006 roku stworzono modernizację do wersji F samolotów TS-11 Iskra, która miała odzwierciedlać pracę pilota samolotów F-16. Osiągnięto to dzięki nowej awionice wraz z systemami nawigacji i łączności, wymianie fotela, wzmocnieniu skrzydeł i ewentualnego montażu nowych silników. Program modernizacji zamknięto w 2009 roku. W maju 2004 w planach był zakup 16 nowych samolotów szkolenia zaawansowanego, a w 2007 roku opracowano koncepcję szkoleniową. 
Do końca roku 2006 planowany został zakup sprzętu dla czterech eskadr lotnictwa taktycznego. Plany zakładały zakup 60 myśliwców w tym 44 nowych i 16 używanych. W ramach zakupu oferta miała zapewnić środki bojowe, logistykę i przeszkolenie niezbędnego personelu,. Ustawy budżetowe zakładały spłatę zobowiązań od 2002 do 2010 roku z budżetu państwa i w latach 2011-2015 do dzięki przekazaniu 0,05%. PKB. Plan otrzymał kontrasygnatę resortu Ministerstwa Gospodarki wraz z umowami kompensacyjnymi. NATO postawiło cel nr EA-1560, który zakładał wystawienia dla oddziałów sojuszniczych jednej eskadry myśliwców. Dzięki zakupionym samolotom stało się możliwe utrzymanie zdolności bojowych. Gotowość bojowa była w celu przewidywana na koniec 2003 roku.
W roku 2006 do uzbrojenia weszły dwa nowe typy maszyn: na początku roku lekki śmigłowiec PZL SW-4, 9 listopada zaś – pierwsze samoloty F-16C/D, które w przetargu na myśliwiec wielozadaniowy pokonały Gripena i Mirage’a 2000.
W październiku 2006 roku ponownie podjęto próby zakupu nowych sześciu samolotów do przewozu VIPów. Pomimo szerszej oferty producentów lotniczych postępowanie zostało unieważnione w 2007 roku bez ostatecznego wyboru oferty. W zamian za to wysłano na remont 4 samoloty Jak-40 w celu przedłużenia resursu o 5 lat i 6000 godzin. Trzykrotnie powoływano komisje przetargowe, które w latach 2007-2009 ani razu nie rozpoczęły prac nad pozyskaniem nowych samolotów. 
Wejście do służby zachodniego wyposażenia rozpoczęło nowe programy inwestycyjne dla Sił Powietrznych. Wojskowe Zakłady Lotnicze Nr 2 S.A. utworzyły w swoich zakładach centrum serwisowe, które zostało uruchomione w kwietniu 2013 roku.
16 stycznia 2009 roku wycofano ze służby ostatni z 12 samolotów transportowych An-26. 24 marca przekazano pierwszy z pięciu samolotów transportowych C-130 Hercules.
We wrześniu 2010 roku wszczęte zostały procedury zakupów nie tylko szkolenia ale i zastosowania bojowego. Zakładano niszczenie celów powietrznych, naziemnych oraz możliwości bombardowania. Miało to związek z planami wycofywania stopniowego samolotów szturmowych Su-22M4. Do przetargu przystąpiło pięć przedsiębiorców: Korea Aerospace z T-50P, Alenia Aermacchi z M-346 Master, BAE Systems z Hawk AJT, Partia z Hawk T51/66 oraz Aero Vodochody z L-159B. Przetarg został anulowany w październiku 2011 roku.
Po 10 kwietnia 2010 roku Ministerstwo Obrony Narodowej wyczarterowało na cztery lata dwa samoloty Embraer 175 od PLL LOT do przewozu najważniejszych osób w państwie; samoloty te są cywilne, obsługują je cywile i nie są oznaczone szachownicą lotniczą. Z powodu niepodjęcia decyzji o zakupie nowych samolotów czarter został przedłużony o kolejne trzy lata.

### Po 2011
W 2010 roku na stanie Sił Powietrznych RP było 26 sztuk MiG-29A i 6 sztuk MiG-29UB. W 2011 roku zaplanowane zostało w Bydgoszczy wymiana wyposażenia pokładowego w 13 maszynach bojowych i 3 maszynach szkolno-bojowych. Pierwszy z nich powrócił w lipcu 2013, a ostatni listopadzie 2014 po przeprowadzonych pracach. Problematyczne dla Sił Powietrznych stało się utrzymanie odpowiednich ilości środków bojowych, z powodu wyczerpanych resursów pierwotnie zakupionych pocisków. 
W 2011 r. wykonano prace, których celami były poprawienie bezpieczeństwa wykonywania zadań lotniczych oraz optymalizacja szkolenia. Wdrożone zostały działania naprawcze i profilaktyczne, którymi objęte zostały wszystkie jednostki organizacyjne lotnictwa Sił Powietrznych oraz pozostałych Rodzajów Sił Zbrojnych. Przeprowadzono gruntowną analizę wszystkich dokumentów normujących szkolenie lotnicze, opracowano nowe dokumenty oraz wprowadzono szereg poprawek i uzupełnień do programów i instrukcji. Zmieniono także organizację bezpieczeństwa i ubezpieczenia lotów podnosząc standard funkcjonowania lotnisk. Pracę nad systemem problematyki bezpieczeństwa zostały zwieńczone opracowaniem czterech dokumentów: „Regulaminu Lotów RL 2010”, „Instrukcji Organizacji Lotów 2010”, „Instrukcji Ruchu Lotniczego Sił Zbrojnych RP” oraz „Instrukcji organizacji lotniczej łączności radiowej Sił Zbrojnych RP – wydanie II”. Dokonano zmian zapisów w instrukcjach użytkowania statków powietrznych, dotyczących ich doposażenia w nowe urządzenia i agregaty.
Wprowadzono codzienny nadzór nad pracą służb Hydrometeorologicznej Sił Zbrojnych RP. Zakończono rozbudowę sieci WAN Meteo – RL.
Przeprowadzono ćwiczenia Sił Powietrznych pod kryptonimem „Orzeł-11”, które odbyły się we wrześniu 2011 r. Zasadniczym celem ćwiczeń było przygotowanie dowództw oraz jednostek Sił Powietrznych do realizacji działań bojowych w ramach wydzielonego Komponentu Powietrznego, a także jego zabezpieczenia i wsparcia podczas prowadzenia połączonej operacji obronnej kraju. Ćwiczenie odbyło się przy współdziałaniu z Komponentem Lądowym i Morskim, Inspektoratem Wsparcia Sił Zbrojnych, Żandarmerią Wojskową oraz Polską Agencją Żeglugi Powietrznej. Przeprowadzono je na obszarze Rzeczypospolitej Polskiej z wykorzystaniem ośrodków poligonowych w Ustce, Nadarzycach, Drawsku Pomorskim, na poligonach morskich znajdujących się w strefie obrony Marynarki Wojennej oraz w jednostkach uczestniczących.
Siły Powietrzne współorganizowały największe w Polsce pokazy lotnicze Radom Air Show 2011, z udziałem samolotów wojskowych i cywilnych z całego świata. W pokazach wzięło udział 160 statków powietrznych, w tym 116 w pokazie dynamicznym, a 44 w statycznym. Łącznie zaprezentowano 261 lotników i 57 statków powietrznych.
Nastąpiła certyfikacja Komponentu Lotniczego „Jastrząb” składającego się z czterech samolotów F-16 Jastrząb, personelu obsługi oraz ochrony wojsk, jako Sił Zdolnych do Przerzutu w ramach operacji NATO. Komponent lotniczy musiał przejść certyfikację według programu TACEVAL. Program ten ma za zadanie zweryfikowanie zdolności do podjęcia działań bojowych przez okres wyznaczony przez dowództwo NATO, w warunkach ograniczonej pomocy ze strony państwa-gospodarza.
W październiku 2011 r. odbył się kurs szkoleniowo-metodyczny kierowniczej kadry lotnictwa Sił Zbrojnych RP „Zlot 2011”. Celem było kreślenie roli dowódców poszczególnych szczebli dowodzenia podczas realizacji zadań, ocena poziomu umiejętności pilotażowych i bojowych kierowniczej kadry lotnictwa Sił Zbrojnych RP.
W marcu 2013 roku wszczęta została procedura zakupu ośmiu samolotów szkolenia zaawansowanego z opcją dokupienia kolejnych czterech. Oferty miały zawierać również wsparcie logistyczne i szkoleniowe. W jego wyniku wybrano ostatecznie M-346 Master. Po testach weryfikacyjnych dla samolotów podpisano umowę z dostarczeniem pierwszych dwóch sztuk w grudniu 2016 roku, a pozostałe w 2017 roku.  
W lutym 2014 roku rozpoczęto procedury zmierzające do zakupu samolotów transportowych zdolnych do ewakuacji medycznej i tankowania powietrznego. Decyzją MON podjęto próbę zakupu wspólnego zakupu czterech samolotów Airbus A330 MRTT z Holandią i Norwegią. Memorandum zostało ostatecznie nie syngowane przez Norwegię. W 2016 roku również Polska zaniechała podpisania umów. 
W 2015 roku zatwierdzono koncepcję wielosensorwego rozpoznania radarowego. W zakresie miało nastąpić patrolowanie akwenów morskich z wykrywaniem okrętów. W kwietniu 2016 roku wszczęty został program "Płomykówka" mający na celu zakup trzech samolotów rozpoznania radioelektronicznego, radiolokacyjnego i obrazowego. Zgłoszenia do programu potwierdziły: Airbus Defence and Space, Elbit Systems, Elta Systems, Leonardo-Finmeccanica, Rockwell Collins Government Systems, Flytronic Sp. z o.o., Sierra Nevada Corporation, SAAB AB, PGZ S.A, Thales Polska sp. z o.o., Yagal sp. z o.o., WB Electronics S.A.oraz Instytut Techniczny Wojsk Lotniczych. Planowane dostarczenie samolotów założono na 2023 rok.
2 września 2016 roku ogłoszone zostały dwie niezależne procedury przetargowe przez Inspektorat Uzbrojenia MON celem pozyskania samolotów do przewozu VIP-ów. Celem zakupu są trzy średnie maszyny, w tym jedna używana i dwie nowe. Wymagana liczba miejsc wynosi nie mniej niż 65 foteli, zasięg minimalny 5500 kilometrów, loty transatlantyckie bez międzylądowania z minimum 30 pasażerami, w konfiguracji do przewozu VIP-ów, posiadanie systemów łączności niejawnej, obrony i ochrony. Samoloty używane mają mieć silniki nie starsze niż 5 lat, a liczbę miejsc w średnich maszynach nie mniejszą niż 132. Zasięg samolotów przy pełnym obciążeniu ma pozwolić na przelot nad Atlantykiem z międzylądowaniem.
W październiku 2016 roku zdecydowano, że przetarg na dwa małe samoloty dla VIP-ów wygrywa Gulfstream G550, gdyż druga oferta nie spełnia wymogów. W dniu 15 listopada 2016 roku Szef IU MON gen. bryg. Adam Duda i Jeffrey Crosby, reprezentujący przedsiębiorstwo Gulfstream Aerospace, podpisali umowę na dostawę maszyn.
21 czerwca 2017 roku pierwsza maszyna Gulfstream G550 wylądowała na Lotnisku Chopina w Warszawie i została przekazana 1. Bazie Lotnictwa Transportowego. Samolot otrzymał imię „Książę Józef Poniatowski”. Następny samolot, o imieniu „Generał Kazimierz Pułaski”, został odebrany 29 lipca 2017 roku na lotnisku w Bydgoszczy.
31 stycznia 2020 roku w Dęblinie, szef MON podpisał umowę na zakup 32 wielozadaniowych samolotów piątej generacji F-35 dla Sił Powietrznych. Wartość umowy wynosi 4,6 mld USD. Jej przedmiotem jest dostawa 32 samolotów F-35A wraz z pakietem szkoleniowym i logistycznym.
14 kwietnia 2021 Ministerstwo Obrony Narodowej poinformowało o podpisaniu umowy z rządem USA, dotyczącej zakupu 5 używanych samolotów transportowych C-130H Hercules, które uzupełnić mają dotychczas eksploatowane samoloty C-130E. Maszyny zakupiono poprzez procedurę EDA. Samoloty trafią do 33. Bazy Lotnictwa Transportowego. 27 lipca 2022 roku samolot szkolny TS-11 Iskra został oficjalnie wycofany ze służby w Siłach Powietrznych.

### Dowódcy polskich sił powietrznych
Szef Sekcji Żeglugi Napowietrznej
- 1918 – ppłk pil. Hipolit Łossowski

#### Dowódca Wojsk Lotniczych
- 1918–1919 – ppłk pil. Hipolit Łossowski

#### Inspektorzy Wojsk Lotniczych
- 1919 – ppłk pil. Hipolit Łossowski
- 1919–1920 – gen. bryg. pil. Gustaw Macewicz

#### Szefowie Departamentu Żeglugi Powietrznej
- 1920–1923 – gen. bryg. pil. Gustaw Macewicz
- 1923–1924 – gen. bryg. pil. François-Lèon Leveque
- 1924–1926 – gen. bryg. pil. Włodzimierz Zagórski
- 1926–1936 – gen. bryg. pil. Ludomił Rayski

#### Dowódcy Lotnictwa w Ministerstwie Spraw Wojskowych
- 1936–1939 – gen. bryg. pil. Ludomił Rayski
- 1939 – gen. bryg. pil. Władysław Kalkus

#### Inspektorzy Obrony Powietrznej Państwa
- 1936 – gen. dyw. Gustaw Orlicz-Dreszer
- 1936–1939 – gen. bryg. pil. Józef Zając

#### Naczelny Dowódca Lotnictwa i OPL, Dowódca Lotnictwa i OPL
- 1939–1940 – gen. bryg. pil. Józef Zając

#### Dowódca Polskich Sił Powietrznych
- 1940 – gen. bryg. pil. Józef Zając

#### Inspektorzy Polskich Sił Powietrznych
- 1940–1943 – gen. bryg. pil. Stanisław Ujejski
- 1943 – płk pil. Stanisław Karpiński
- 1943–1944 – gen. bryg. pil. Mateusz Iżycki

#### Dowódca Polskich Sił Powietrznych
- 1944–1947 – gen. bryg. pil. Mateusz Iżycki

#### Dowódca Lotnictwa Frontu Polskiego (na Wschodzie)
- 1944–1945 – gen. dyw. pil. Fiodor Pietrowicz Połynin

#### Dowódca Lotnictwa WP
- 1945–1947 – gen. broni pil. Fiodor Pietrowicz Połynin

#### Dowódcy Wojsk Lotniczych
- 1947–1950 – gen. bryg. Aleksander Romeyko
- 1950–1954 – gen. broni pil. Iwan Turkiel

#### Dowódcy Wojsk Obrony Przeciwlotniczej Obszaru Kraju (samodzielny organ dowodzenia w latach 1951–1954)
- 1951–1952 – gen. bryg. Nikołaj Trawin
- 1952–1954 – gen. bryg. Siergiej Sazonow

#### Dowódcy Wojsk Lotniczych i Obrony Przeciwlotniczej Obszaru Kraju
- 1954–1956 – gen. broni pil. Iwan Turkiel
- 1956–1962 – gen. dyw. pil. Jan Frey-Bielecki

#### Dowódca Wojsk Obrony Przeciwlotniczej Obszaru Kraju (w ramach Dowództwa Wojsk Lotniczych i OPL OK)
- 1959–1962 – gen. bryg. pil. Czesław Mankiewicz

#### Główni Inspektorzy Lotnictwa
- 1962–1963 – gen. dyw. pil. Jan Frey-Bielecki
- 1963–1967 – gen. dyw. pil. Jan Raczkowski

#### Dowódcy Wojsk Lotniczych
- 1967–1972 – gen. dyw. pil. Jan Raczkowski
- 1972–1976 – gen. dyw. pil. Henryk Michałowski
- 1976–1983 – gen. dyw. pil. Tadeusz Krepski
- 1983–1989 – gen. dyw. pil. Tytus Krawczyc
- 1989–1990 – gen. dyw. pil. Jerzy Gotowała

#### Dowódcy Wojsk Obrony Powietrznej Kraju
- 1962–1967 – gen. dyw. pil. Czesław Mankiewicz
- 1967–1976 – gen. dyw. pil. Roman Paszkowski
- 1976–1990 – gen. broni Longin Łozowicki

#### Dowódcy Wojsk Lotniczych i Obrony Powietrznej (po scaleniu WOPK i Wojsk Lotniczych w 1990 roku)[35]
- 1990–1995 – gen. broni pil. Jerzy Gotowała
- 1995–1999 – gen. dyw. Kazimierz Dziok
- 1999–2002 – gen. broni pil. Andrzej Dulęba
- 2002–2004 – gen. broni pil. Ryszard Olszewski

#### Dowódcy Sił Powietrznych (zmiana nazwy z WLOP na Siły Powietrzne 1 lipca 2004 r.)
- 2004–2005 – gen. broni pil. Ryszard Olszewski
- 2005–2007 – gen. broni pil. Stanisław Targosz[36]
- 2007–2010 – gen. broni pil. Andrzej Błasik[37]
- 2010–2013 – gen. broni pil. Lech Majewski[38][39]

#### Inspektorzy Sił Powietrznych
- gen. dyw. pil. Jan Śliwka (1 stycznia 2014 – 28 stycznia 2016[40])
- gen. bryg. pil. Tomasz Drewniak (28 stycznia 2016 – 17 listopada 2016)[40][41]
- płk/gen. bryg. pil. Cezary Wiśniewski (18 listopada 2016 – 17 kwietnia 2017)[41][42][43]
- cz.p.o. gen. bryg. pil. Mirosław Jemielniak (10 kwietnia 2017 – 31 maja 2018)[44][45]
- gen. bryg. pil. Mirosław Jemielniak (1 czerwca 2018 – 30 sierpnia 2018)[45][46][47]
- cz.p.o. gen. bryg. pil. Jacek Pszczoła (31 sierpnia 2018 – 19 października 2018)[47][48]
- gen. bryg./gen. dyw. pil. Jacek Pszczoła (19 października 2018 – 31 stycznia 2023)[49]
- gen. bryg./gen. dyw. pil. Ireneusz Nowak (1 marca 2023 – nadal)[50][51]

## Podstawy prawne
Podstawami prawnymi utworzenia powietrznego segmentu polskich Sił Zbrojnych Rzeczypospolitej Polskiej są Konstytucja Rzeczypospolitej Polskiej oraz akty prawne niższego rzędu, w tym przede wszystkim ustawa o obronie Ojczyzny z dnia 11 marca 2022 r. (Dz.U. z 2022 r. poz. 2305). Zgodnie z art. 15 ust. 1 ustawy o obronie Ojczyzny, w skład Sił Zbrojnych wchodzą jako ich rodzaje: Wojska Lądowe, Siły Powietrzne, Marynarka Wojenna, Wojska Specjalne oraz Wojska Obrony Terytorialnej, zaś na podstawie art. 20 ust. 1 oraz art. 21 ust. 1 tej samej ustawy, jednostkami wojskowymi i związkami organizacyjnymi należącymi wcześniej do Sił Powietrznych dowodzi Dowódca Generalny Rodzajów Sił Zbrojnych wraz z Dowódcą Operacyjnym Rodzajów Sił Zbrojnych. Przepis ten nie narusza jednak postanowień prawa w zakresie cywilnego zwierzchnictwa nad Siłami Zbrojnymi przez Prezydenta Rzeczypospolitej Polskiej, sprawowanego za pośrednictwem Ministra Obrony.

## Flagi lotnictwa wojskowego

### Współczesne (od 1993 r.)

Flaga WLOP (do 2004). Flaga Sił Powietrznych (od 2004).
Flaga lotnisk i lądowisk wojskowych.
Flaga lotnisk i lądowisk Marynarki Wojennej.
Flaga Dowódcy Sił Powietrznych (2011–2013).

### Historyczne

Flaga wojskowych portów lotniczych (1930–1938). Flaga PSP (1940–1947).
Flaga wojskowych portów lotniczych (1938–1945).
Flaga lotnictwa wojskowego PRL (1955–1959).
Flaga lotnictwa wojskowego PRL (od 1959). Flaga WLOP (do 1993.)
Flaga lotnisk i lądowisk Marynarki Wojennej PRL. (1959–1990).
Flaga lotnictwa morskiego WOP PRL (1959–1990).

## Dowództwo
Z dniem 1 stycznia 2014 na podstawie ustawy o zmianie ustawy o urzędzie Ministra Obrony Narodowej oraz niektórych innych ustaw (Dz.U. z 2013 r. poz. 852) Dowództwo Sił Powietrznych uległo likwidacji, a jego zadania przejęło Dowództwo Generalne Rodzajów Sił Zbrojnych wraz z Dowództwem Operacyjnym Rodzajów Sił Zbrojnych.

## Organizacja
- Dowództwo Operacyjne Rodzajów Sił Zbrojnych w Warszawie[52]
  - Centrum Operacji Powietrznych w Warszawie-Pyrach
- Dowództwo Generalne Rodzajów Sił Zbrojnych w Warszawie[53]
  - Szefostwo Służby Ruchu Lotniczego Sił Zbrojnych Rzeczypospolitej Polskiej w Warszawie[54]
  - 1 Skrzydło Lotnictwa Taktycznego
  - 2 Skrzydło Lotnictwa Taktycznego
  - 3 Skrzydło Lotnictwa Transportowego
  - 4 Skrzydło Lotnictwa Szkolnego
  - 3 Brygada Radiotechniczna
  - 3 Brygada Rakietowa Obrony Powietrznej
  - Centrum Rozpoznania i Wsparcia Walki Radioelektronicznej
  - Szefostwo Służby Hydrometeorologicznej Sił Zbrojnych Rzeczypospolitej Polskiej w Warszawie-Pyracho
  - Centrum Szkolenia Sił Powietrznych w Koszalinie
  - 6 Batalion Chemiczny (poprzez 4 Pułk Chemiczny)
  - Centrum Szkolenia Inżynieryjno-Lotniczego
  - Szefostwo Służby Ruchu Lotniczego Sił Zbrojnych RP
  - 21 Centralny Poligon Lotniczy w Nadarzycach[55]
  - Centralny Poligon Sił Powietrznych w Ustce[56]

## Uzbrojenie i wyposażenie

### Wojska Lotnicze
| Zdjęcie                                                             | Nazwa                                                               | Pochodzenie                                                         | Wersja                                                              | Liczba                                                              | Służba od                                                           | Uwagi |
| Lekkie samoloty bojowe (LCA). Wielozadaniowe samoloty bojowe (MRCA) | Lekkie samoloty bojowe (LCA). Wielozadaniowe samoloty bojowe (MRCA) | Lekkie samoloty bojowe (LCA). Wielozadaniowe samoloty bojowe (MRCA) | Lekkie samoloty bojowe (LCA). Wielozadaniowe samoloty bojowe (MRCA) | Lekkie samoloty bojowe (LCA). Wielozadaniowe samoloty bojowe (MRCA) | Lekkie samoloty bojowe (LCA). Wielozadaniowe samoloty bojowe (MRCA) | Lekkie samoloty bojowe (LCA). Wielozadaniowe samoloty bojowe (MRCA) |
| ------------------------------------------------------------------- | ------------------------------------------------------------------- | ------------------------------------------------------------------- | ------------------------------------------------------------------- | ------------------------------------------------------------------- | ------------------------------------------------------------------- | --- |
|                                                                     | FA-50                                                               | Korea Południowa                                                    | FA-50GF Block 10FA-50PL Block 20                                    | 120/36                                                              | 20232025                                                            | Planowana jest modernizacja FA-50GF do FA-50PL (od 2025, m.in. radar AESA). Dostawy FA-50GF/PL: 2023/2025-2028. |
|                                                                     | F-16                                                                | Stany Zjednoczone                                                   | F-16C Block 52+F-16D Block 52+                                      | 3612                                                                | 2006                                                                | F-16V (Block 72): modernizacja MLU, m.in. radar AESA, awionika, sensory, uzbrojenie, części zamienne, serwis, symulatory. Prace WZL2, umowa 2025, dostawy 2030-2038. |
| F-35 Lightning II                                                   | F-35                                                                | Stany Zjednoczone                                                   | F-35A Block 4                                                       | 4/32                                                                | 2026                                                                | Umowa 2020. Dostawy 2024-2025 (do bazy Ebbing, gdzie będą szkolić się piloci z PL) i docelowo 2026-2030 (do baz w PL). |
|                                                                     | Su-22                                                               | ZSRR                                                                | M4KUM3K                                                             | 126                                                                 | 1984                                                                | W służbie do ~2025. Docelowo będą wycofane lub/i przekazane Ukrainie. |
|                                                                     | MiG-29                                                              | ZSRR                                                                | MiG-29M 9.12A MiG-29UBM 9.51                                        | 113                                                                 | 1989                                                                | W służbie do ~2027 są egz. z ZSRR i Czech. Zmodyfikowane do działania w przestrzeni powietrznej NATO, wyposażone w izraelski komputer misji, wielofunkcyjny wyświetlacz, system IFF Mode 5 czy systemy nawigacyjne TACAN i ILS (na maszynach 1-miejscowych z interogatorem). Docelowo będą wycofane lub/i przekazane Ukrainie (przekazano egz. z Niemiec). |
| Samoloty szkolno-treningowe (AJT)                                   |                                                                     |                                                                     |                                                                     |                                                                     |                                                                     | |
|                                                                     | PZL-130 Orlik                                                       | Polska                                                              | TC-II Advanced                                                      | 28                                                                  | 1992                                                                | Do szkolenia podstawowego i zaawansowanego. Modernizacja do standardu TC-II Advanced do 2022. |
|                                                                     | M-346 Bielik                                                        | Włochy                                                              | M-346                                                               | 15                                                                  | 2016                                                                | Do szkolenia zaawansowanego (na MRCA 4,5 i 5 gen.). Aktualizacja software systemu awionicznego w 2022. 1 szt. utracona w katastrofie (2024). |
| Samoloty AEW&C                                                      |                                                                     |                                                                     |                                                                     |                                                                     |                                                                     | |
|                                                                     | Saab 340 AEW&C                                                      | Szwecja                                                             | Saab 340B AEW-300                                                   | 2                                                                   | 2024                                                                | Używane, kupione od Szwecji, umowa 2023. Na wyposażeniu Brygady Lotnictwa Marynarki Wojennej. Inne oznaczenie to S 100D Argus (ASC-890). |
| Samoloty transportowe                                               |                                                                     |                                                                     |                                                                     |                                                                     |                                                                     | |
|                                                                     | M28 Bryza                                                           | Polska                                                              | M28BM28PT/GC                                                        | 24                                                                  | 2002                                                                | |
|                                                                     | CASA C-295                                                          | Hiszpania                                                           | M                                                                   | 16                                                                  | 2003                                                                | 1 szt. utracona w katastrofie (2008). 13 grudnia 2024 r. została podpisana umowa na remont MLU. Prace mają być prowadzone w latach 2025-2033. |
|                                                                     | C-130 Hercules                                                      | Stany Zjednoczone                                                   | EH                                                                  | 35                                                                  | 20092022                                                            | E: używane, przekazane przez US w ramach bezzwrotnej pożyczki na cele wojskowe. H: używane, kupione w okazyjnej cenie. |
|                                                                     | Gulfstream G550                                                     | Stany Zjednoczone                                                   |                                                                     | 2                                                                   | 2017                                                                | |
|                                                                     | Boeing 737-800                                                      | Stany Zjednoczone                                                   | NGNG BBJ2                                                           | 12                                                                  | 20172021                                                            | Do transportu VIP, umowa 2017, dostawy 2017-2021. |
| Śmigłowce                                                           |                                                                     |                                                                     |                                                                     |                                                                     |                                                                     | |
|                                                                     | SW-4 Puszczyk                                                       | Polska                                                              |                                                                     | 24                                                                  | 2006                                                                | |
|                                                                     | Mi-2                                                                | ZSRR · Polska                                                       | RLPTD RURP-GSz                                                      | 16                                                                  | 1973                                                                | |
|                                                                     | W-3 Sokół                                                           | Polska                                                              | W-3TW-3PW-3RLW-3WAW-3W SARW-3WA SAR                                 | 41641                                                               | 1993                                                                | [ 79 ] [ 80 ] |
|                                                                     | W-3 Sokół                                                           | Polska                                                              | W-3WA VIP                                                           | 7                                                                   | 2008                                                                | Zmodyfikowane do transportu VIP. |
|                                                                     | Mi-8 Mi-17                                                          | ZSRR · Rosja                                                        | Mi-17-1VMi-17Mi-8RL Mi-8PS                                          | 533 1                                                               | 1973                                                                | Śmigłowce Mi-17 znajdują się na wyposażeniu PJOS w Powidzu, zaś śmigłowce Mi-8 przystosowane do ratownictwa lądowego pełnią służbę w 3GPR w Krakowie. |
|                                                                     | Mi-8                                                                | ZSRR                                                                | Mi-8PSMi-8T                                                         | 32                                                                  | 1977                                                                | Zmodyfikowane do transportu VIP. |
| Bezzałogowe aparaty latające (UAV)                                  |                                                                     |                                                                     |                                                                     |                                                                     |                                                                     | |
|                                                                     | Aeronautics Orbiter                                                 | Izrael                                                              | Orbiter                                                             | 15 zestawów                                                         | 2007                                                                | W każdym zestawie po 3 aparaty. Na wyposażeniu 12 Bazy Bezzałogowych Statków Powietrznych. |
|                                                                     | Bayraktar TB2                                                       | Turcja                                                              | TB2                                                                 | 4 zestawy                                                           | 2022                                                                | W każdym zestawie po 6 aparatów. Na wyposażeniu 12 Bazy Bezzałogowych Statków Powietrznych w Mirosławcu. |
|                                                                     | MQ-9 Reaper                                                         | Stany Zjednoczone                                                   | MQ-9A                                                               | 1 zestaw                                                            | 2023                                                                | Na wyposażeniu 12 Bazy Bezzałogowych Statków Powietrznych w Mirosławcu Wyleasingowane w ramach pilnej potrzeby operacyjnej. 12 grudnia 2024 r. została zawarta umowa na kupno 1 zestawu (3 aparaty) BSP MQ-9B. Dostawa ma się odbyć w 2027 roku. |

#### Amunicja
Podstawowymi rodzajami uzbrojenia Sił Powietrznych są amunicja służąca do zwalczania z powietrza celów powietrznych oraz do zwalczania celów lądowych.

##### Cele powietrzne
| Rodzaj uzbrojenia                                    | Ilość                  | Opis                                      |
| ---------------------------------------------------- | ---------------------- | ----------------------------------------- |
| AIM-9X SidewinderAIM-9X Sidewinder Block II R-60R-73 | 178ponad 93Brak danych | Pociski przeciwlotnicze krótkiego zasięgu |
| AIM-120C-5 AMRAAMAIM-120C-7 AMRAAMR-27 Wympieł       | 178do 215Brak danych   | Pociski przeciwlotnicze średniego zasięgu |

##### Cele lądowe
| Rodzaj uzbrojenia                        | Ilość        | Opis                                 |
| ---------------------------------------- | ------------ | ------------------------------------ |
| AGM-65 Maverick GBU-12 GBU-24GBU-31 JDAM | 360 62278470 | Amunicja kierowana krótkiego zasięgu |
| AGM-154C JSOWAGM-158 JASSM               | 28040        | Amunicja kierowana średniego zasięgu |
| AGM-158 JASSM-ER                         | 70           | Amunicja kierowana dalekiego zasięgu |

| Rodzaj uzbrojenia         | Ilość        | Opis                                 |
| ------------------------- | ------------ | ------------------------------------ |
| Mk 82 BLU-111Mk 84BLU-117 | 483 64224280 | Niekierowane bomby krótkiego zasięgu |

#### Zasobniki
| Rodzaj uzbrojenia    | Ilość | Opis                                            |
| -------------------- | ----- | ----------------------------------------------- |
| Goodrich DB-110      | 7     | Zasobnik wykorzystywany do zadań rozpoznawczych |
| Sniper XR            | ~10   | Zasobnik obserwacyjno-celowniczy                |
| Zbiorniki konforemne | 18    | Dodatkowy zbiornik paliwa                       |

### Wojska Obrony Przeciwlotniczej
| Zdjęcie                                                                    | Nazwa                                       | Pochodzenie                                 | Wersja                                      | Liczba                                      | Uwagi |
| Przenośne przeciwlotnicze zestawy rakietowe                                | Przenośne przeciwlotnicze zestawy rakietowe | Przenośne przeciwlotnicze zestawy rakietowe | Przenośne przeciwlotnicze zestawy rakietowe | Przenośne przeciwlotnicze zestawy rakietowe | Przenośne przeciwlotnicze zestawy rakietowe |
| -------------------------------------------------------------------------- | ------------------------------------------- | ------------------------------------------- | ------------------------------------------- | ------------------------------------------- | --- |
|                                                                            | PPZR Grom                                   | Polska                                      | Grom                                        | 400                                         | 72 mm, zasięg: 500 - 5500 m, pułap: 10 - 3500 m. |
|                                                                            | PPZR Piorun                                 | Polska                                      | Piorun                                      | 1020                                        | 72 mm, zasięg: 400 - 6500 m, pułap: 10 - 4000 m. Umowa 2016 (420 wyrzutni + 1300 pocisków). Aneks 2022 (600 wyrzutni + 3500 pocisków). |
| Artyleria przeciwlotnicza. Przeciwlotnicze systemy rakietowo-artyleryjskie |                                             |                                             |                                             |                                             | |
|                                                                            | Armata ZU-23-2 ZUR-23-2                     | ZSRR · Polska                               |                                             | brak danych                                 | Zasięg: ~2500 m. |
|                                                                            | PSR-A Pilica                                | Polska                                      | Pilica                                      | 6/22 zestawów                               | 1 zestaw to (10 pojazdów): 6 x jednostka ogniowa, 1 x stanowisko dowodzenia, 1 x stacja radiolokacyjna, 2 x pojazd amunicyjny. Zasięg do: ~2500 m dla ZUR-23-2SP Jodek, 5500/6500 m dla PPZR Grom/Piorun. Wyposażenie 3 Warszawskiej Brygady Rakietowej Obrony Powietrznej.                                                |
| Rakietowe systemy przeciwlotnicze                                          |                                             |                                             |                                             |                                             | |
|                                                                            | SPZR Poprad                                 | Polska                                      | Poprad                                      | 2                                           | Zasięg: do 5500/6500 m dla PPZR Grom/Piorun. 2 egzemplarze pochodzą z partii próbnej, na wyposażeniu Centrum Szkolenia Sił Powietrznych. |
|                                                                            | PZR S-125                                   | ZSRR · Polska                               | S-125 Newa-SC                               | 11 zestawów                                 | 1 zestaw to 3 wyrzutnie. Zasięg: do 25 000 m. Pułap: do 18 000 m. 20 wyrzutni przekazano Ukrainie *. |
|                                                                            | Patriot PAC-3                               | Stany Zjednoczone Polska                    | PAC-3 MSE                                   | 2/8 zestawy                                 | 1 zestaw to 8 wyrzutni. Zasięg: do 150 km. Pułap: do 25 km. Zasięg rakiet PAC-3 MSE do 45km. Radar AN/MPQ-65 ze skanowaniem fazowym, może śledzić od 90 do 125 celów. Zasięg radaru: Na wysokości 1000-2000m do 170km, Na wysokości 50-100m do 35-50 km. Wyposażenie 3 Warszawskiej Brygady Rakietowej Obrony Powietrznej. |

### Wojska Radiotechniczne i Radioelektroniczne
| Zdjęcie               | Nazwa                 | Pochodzenie           | Liczba                | Uwagi |
| Stacje radiolokacyjne | Stacje radiolokacyjne | Stacje radiolokacyjne | Stacje radiolokacyjne | Stacje radiolokacyjne |
| --------------------- | --------------------- | --------------------- | --------------------- | --- |
|                       | RAT-31DL              | Włochy                | 3                     | Trójwspółrzędny radar dalekiego zasięgu przeznaczony do kontroli obszaru powietrznego, BACKBONE. |
|                       | NUR-12M               | Polska                | 3                     | Trójwspółrzędny radar dalekiego zasięgu przeznaczony do kontroli obszaru powietrznego. BACKBONE. |
|                       | NUR-12ME              | Polska                | 7                     | Trójwspółrzędny radar kontroli obszaru powietrznego. |
|                       | NUR-15/M              | Polska                | 21/25                 | Trójwspółrzędna stacja radiolokacyjna średniego zasięgu. W ramach dotychczasowych umów zamówiono 25 radarów. Do grudnia 2021 roku dostarczono 17 stacji radiolokacyjnych.                                   |
|                       | NUR-31/M/MK           | Polska                |                       | Radar kontroli obszaru powietrznego średniego zasięgu. Przeznaczony do zastąpienia przez NUR-15M. |
|                       | NUR-41                | Polska                |                       | Radar przeznaczony do pomiaru wysokości obiektów powietrznych. Przeznaczony do zastąpienia przez NUR-15M.                                                                                                   |
|                       | ZDPSR Soła            | Polska                | 1                     | Trójwspółrzędny radar przeznaczony do kontroli obszaru powietrznego, wykrywania i śledzenia tras obiektów wykrytych w danym obszarze, krótkiego zasięgu. Na wyposażeniu Centrum Szkolenia Sił Powietrznych. |
|                       | GCA-2000/GCA-2000M    | Stany Zjednoczone     | 14                    | Radiolokacyjne systemy precyzyjnego wspomagania lądowania (PAR). Dla całości SZRP zakupiono 5 stacji w wersji GCA-2000 oraz 9 w wersji GCA-2000M. Na wyposażeniu lotnisk.                                   |
| Walka elektroniczna   |                       |                       |                       | |
|                       | Gunica                | Polska                |                       | Stacje rozpoznania pokładowych systemów elektronicznych PRP-25M i PRP-25S. |

## Bazy lotnicze
| Baza                                       | Miasto           | Wyposażenie                                     |
| ------------------------------------------ | ---------------- | ----------------------------------------------- |
| 1 Baza Lotnictwa Transportowego            | Warszawa         | Mi-8, PZL W-3, Gulfstream G550, Boeing 737      |
| 8 Baza Lotnictwa Transportowego            | Kraków           | CASA C-295, PZL M28, Mi-2, Mi-8                 |
| 12 Baza Bezzałogowych Statków Powietrznych | Mirosławiec      | Aeronautics Orbiter, Bayraktar TB2, MQ-9 Reaper |
| 21 Baza Lotnictwa Taktycznego              | Świdwin          | Su-22M4, Su-22UM3K                              |
| 22 Baza Lotnictwa Taktycznego              | Malbork          | MiG-29                                          |
| 23 Baza Lotnictwa Taktycznego              | Mińsk Mazowiecki | FA-50                                           |
| 31 Baza Lotnictwa Taktycznego              | Poznań           | F-16                                            |
| 32 Baza Lotnictwa Taktycznego              | Łask             | F-16                                            |
| 33 Baza Lotnictwa Transportowego           | Powidz           | C-130E, C-130H, PZL W-3, PZL M28, Mi-17         |
| 41 Baza Lotnictwa Szkolnego                | Dęblin           | Mi-2, PZL SW-4, Aermacchi M-346                 |
| 42 Baza Lotnictwa Szkolnego                | Radom            | PZL-130, PZL M28                                |

## Zespoły akrobacji lotniczej
- Zespół akrobacyjny Orlik
- Zespół pokazowy Skorpion
- Zespół pokazowy F-16 Tiger Demo Team[136][137]
- Zespół pokazowy Fulcrum Drivers Demo Team[138][139]
- Zespół pokazowy M-346 Demo Team